# 세계의 정원
세계의 정원(영어: Gardens of the World)은 미국 PBS에서 반영된 다큐멘터리 TV 연재물로써 호평을 받았다. 오드리 헵번이 카메라 앞에서 출현했던 마지막 작품으로 1993년 봄과 여름에 걸쳐 세계 7개국의 여러 장소에서 촬영되었다. 다큐멘터리는 오드리 헵번의 사망 바로 다음날인 1993년 1월 21일에 방영되었다. 헵번은 사후 뛰어난 개인 성취 부문에서 에미상을 수상했다.
연재물은 헵번이 방문했던 모범적이고 우아한 사적이거나 공적인 정원을 담고 있다. 각 편은 미학, 환경, 역사, 원예 개념뿐 아니라 다른 정원 주제를 설정한다. 헵번이 방송 카메라 앞에서 해설하는 장면의 틈새와 역사적 배경은 헵번과 마이클 요크 두사람이 이야기했다. 1993년에 여섯 편이 방영되었는데 마지막 두 편은 1996년까지 방영되지 못했다.

## 구성
총 여덞 편으로 구성되었다.
- 1편. "장미와 장미정원": 전설, 사랑과 아름다움의 꽃과 함께하는 모험
- 2편. "정형식 정원": 정형식 정원 디자인 혁명을 관통하는 여행
- 3편. "시골풍 정원": 지구적 시골풍 정원의 탐구
- 4편. "공공 정원과 수목": 헵번의 나무와 자연에 대한 헌사가 포함된 베르농산과 파리 녹화 이야기
- 5편. "꽃의 정원": 지베르니 소재의 모네 정원과 고전적 영국 다년초 경계정원 형식에 대한 탐구
- 6편. "열대 정원": 자연의 꽃의 풍성함에 대한 광범위한 단언
- 7편. "일본 정원": 수세기 동안의 자연에 대한 일본의 문화적 숭배를 반영하는 여행
- 8편. "튤립과 봄의 구근": 봄꽃과 그 예술로써 그리고 정원에서의 영감에 주목

## 유명 정원
세계의 유명정원이 등장한다. 지베르니의 모네 정원, 베르농산의 조지 워싱턴 동산, 파리의 뤽상부르 정원 등이다.

## DVD
1999년에 전편이 담긴 DVD가 출시되었고 2006년에 9월에 아름다움을 찾아서(In Pursuit of Beauty)를 새롭게 포함한 확장판 DVD가 출시되었다. 한국어판 DVD는 출시되지 않았으므로 영어판 DVD를 해외 판매처에서 직접 구매하거나 국내 인터넷 서점에서 구할 수 있다.

## 기타
- 오드리 헵번은 '세계의 정원: 정원 가꾸기의 이론과 실제(Gardens of the World: The Art & Practice of Gardening)'라는 하드커버 자매편의 머릿말을 썼다.
- 1995년 2~3월에 한국의 EBS(당시 교육방송)에서 '오드리헵번의 세계의 정원'이라는 제목으로 6회에 걸쳐 방영되었다.

## 같이 보기
- 오드리 헵번
- PBS
- 에미상

## 참고 자료
DVD
- Franchini, Bruce (2006년 9월 26일). 《Gardens of the World with Audrey Hepburn (Special Tribute Edition)》. Perennial Productions, Inc.